# (7728) Giblin
(7728) Giblin est un astéroïde de la ceinture principale.

## Description
(7728) Giblin est un astéroïde de la ceinture principale. Il fut découvert le 12 janvier 1977 à l'observatoire Palomar par Edward L. G. Bowell. Il présente une orbite caractérisée par un demi-grand axe de 2,80 UA, une excentricité de 0,11 et une inclinaison de 3,4° par rapport à l'écliptique.

## Compléments